# Frank Andersson
Frank Andersson (Trollhättan, Suecia; 9 de mayo de 1956-9 de septiembre de 2018) fue un deportista sueco retirado especialista en lucha grecorromana, donde llegó a ser medallista de bronce olímpico en Los Ángeles 1984.

## Carrera deportiva
En los Juegos Olímpicos de 1984 celebrados en Los Ángeles ganó la medalla de bronce en lucha grecorromana de pesos de hasta 90 kg, tras el luchador estadounidense Steve Fraser (oro) y el rumano Ilie Matei (plata).